# Arpheuilles-Saint-Priest
Arpheuilles-Saint-Priest é uma comuna francesa na região administrativa de Auvérnia-Ródano-Alpes, no departamento Allier.